# Маркітос
Маркос Алонсо Імас (ісп. Marcos Alonso Imaz, 16 квітня 1933, Сантандер — 6 березня 2012, Сантандер), відомий за прізвиськом Маркітос (ісп. Marquitos) — іспанський футболіст, що грав на позиції захисника.
Насамперед відомий як гравець зіркового складу мадридського «Реала», що домінував в іспанському і європейському футболі у другій половині 1950-х, зокрема тріумфувавши у перших п'яти розіграшах Кубка чемпіонів УЄФА.
Грав за національну збірну Іспанії.

## Клубна кар'єра
У дорослому футболі дебютував 1951 року виступами за команду клубу «Расінг» з рідного Сантандера, в якій провів три сезони, взявши участь у 42 матчах чемпіонату.
Своєю грою за цю команду привернув увагу представників тренерського штабу клубу «Реал Мадрид», до складу якого приєднався 1954 року. Вже у своєму дебютному сезоні у королівському клубі здобув свій перший титул чемпіона Іспанії. Загалом за вісім сезонів, протягом яких Маркітос виступав у Мадриді, «Реал», у складі якого виблискували Альфредо ді Стефано, Раймон Копа, а згодом й Ференц Пушкаш, п'ять разів ставав переможцем національної першості. У складі мадридської команди 1956 року став переможцем першого розіграшу Кубка європейських чемпіонів, а згодом чотири роки поспіль «Реал» захищав титул найсильнішої клубної команди старого світу.
1962 року перейшов до «Еркулеса», а ще за рік став гравцем клубу «Реал Мурсія».
Завершував виступи на футбольному полі у нижчолігових командах «Кальво Сотело» та «Толука де Сантандер», за останню грав протягом 1965—1968 років.

## Виступи за збірну
17 березня 1955 року дебютував в офіційних матчах у складі національної збірної Іспанії, взявши участь у товариській грі проти збірної Франції. Наступного виходу на поле у футбольці збірної Маркітосу довелося чекати понад п'ять років — у жовтні 1960 року він провів товариську гру проти збірної Англії. Ця гра стала другою й останньою для Маркітоса у національній команді.

## Особисте життя
Став засновником футбольної династії. Його син Маркос Алонсо Пенья був здебільшого відомий виступами за мадридський «Атлетіко» і «Барселону», кольори яких він захищав протягом 1980-х років, тоді ж залучався до національної збірної Іспанії. Онук Маркітоса Маркос Алонсо Мендоса, вихованець академії мадридського «Реала», насамперед відомий за виступами в Англії, зокрема за «Челсі», також гравець збірної Іспанії.
Помер Маркітос 6 березня 2012 року на 79-му році життя у рідному Сантандері.
| Дата       | Місто  | Господарі | Результат | Гості   | Турнір           | Голи | Примітки |
| ---------- | ------ | --------- | --------- | ------- | ---------------- | ---- | -------- |
| 17-03-1955 | Мадрид | Іспанія   | 1 – 2     | Франція | товариський матч | -    |          |
| 26-10-1960 | Лондон | Англія    | 4 – 2     | Іспанія | товариський матч | -    |          |
| Усього     |        | Матчів    | 2         |         | Голів            | 0    |          |

## Титули і досягнення
- Володар Кубка європейських чемпіонів (5):

«Реал Мадрид»: 1955-1956, 1956-1957, 1957-1958, 1958-1959, 1959-1960
- Володар Латинського кубка (1):

«Реал»: 1957
- Володар Міжконтинентального кубка (1):

«Реал Мадрид»: 1960
- Чемпіон Іспанії (5):

«Реал Мадрид»: 1954-1955, 1956-1957, 1957-1958, 1960-1961, 1961-1962
- Володар Кубка Іспанії (1):

«Реал Мадрид»: 1961-1962